# Adolphe-Joseph-Thomas Monticelli

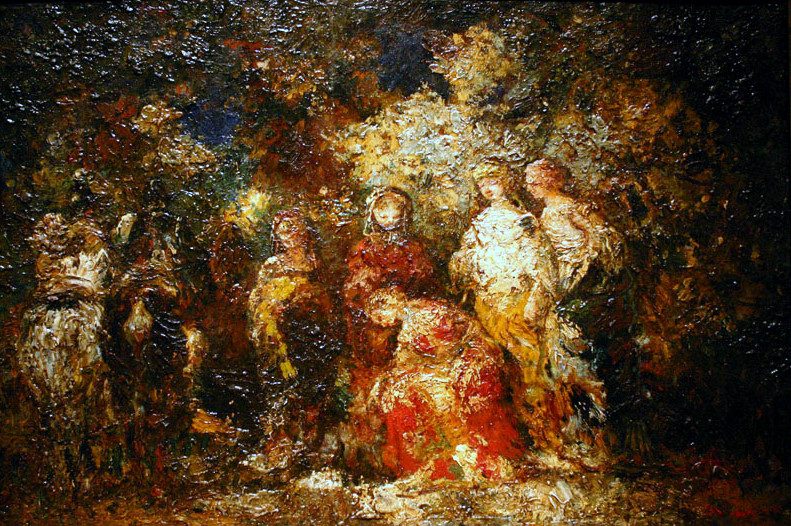
La riverenza, Museo Nacional de Bellas Artes, Buonosa Aires

Adolphe-Joseph-Thomas Monticelli (Marsiglia, 14 ottobre 1824 – Marsiglia, 29 giugno 1886) è stato un pittore francese.

## Biografia
Apparteneva ad una famiglia di origine italiana stabilitasi a Marsiglia.
Dopo aver studiato a Parigi, tra il 1846 e il 1849, tornò, nel corso degli anni cinquanta, nella sua città di origine, Marsiglia. Qui, nel 1856, divenne conoscente del pittore della scuola di Barbizon Narcisse Diaz, che lo influenzò profondamente. Come il collega si concentrò su temi legati al paesaggio e alle figure mitologiche di eroine. Anche dal punto di vista tecnico fu influenzato dalle pennellate dense di pigmento, applicato su scala sempre più vasta, tanto da essere considerato un precursore di Van Gogh e Matisse.